# Emorragia subaracnoidea
Per emorragia subaracnoidea (detta anche ESA) si intende un sanguinamento che ha luogo nell'area compresa tra l'aracnoide e la pia madre, due membrane che circondano il cervello. Il termine è talvolta utilizzato come sinonimo di emorragia cerebrale. Talvolta si può manifestare in maniera spontanea, generalmente per la rottura di un aneurisma cerebrale, oppure può essere una conseguenza di un trauma cranico.
I sintomi di emorragia subaracnoidea includono un forte mal di testa con una rapida insorgenza ("cefalea a rombo di tuono"), vomito, confusione mentale o un abbassamento del livello di coscienza e, talvolta, convulsioni. La diagnosi viene generalmente confermata grazie ad un esame TC alla testa o occasionalmente mediante una puntura lombare. Il trattamento è prevalentemente neurochirurgico o di neuroradiologia interventistica associato ad altri interventi atti a prevenire recidive o complicanze. La chirurgia per aneurismi è stata introdotta nel 1930, ma a partire dal 1990, molti aneurismi vengono trattati con una procedura meno invasiva, chiamata Guglielmi Detachable Coil, che viene effettuata grazie a particolari strumenti inseriti attraverso vasi sanguigni di grandi dimensioni.
L'ESA è una forma di ictus e comprende l'1-7% di tutti gli ictus. Si tratta di una emergenza medica e può portare alla morte o a gravi disabilità, soprattutto se non viene riconosciuta e trattata in una fase precoce. Circa la metà di tutti i casi di ESA risultano essere mortali, tra cui il 10-15% di essi prima ancora che il paziente riesca a raggiungere un ospedale. I pazienti sopravvissuti spesso presentano danni neurologici o cognitivi.

## Storia
Mentre il quadro medico clinico di emorragia subaracnoidea può essere stato riconosciuto da Ippocrate, l'esistenza di aneurismi cerebrali e il fatto che possano rompersi non è stata stabilita fino al XVIII secolo. I sintomi associati sono stati descritti più dettagliatamente nel 1886 a Edimburgo da Byrom Bramwell. Nel 1924, a Londra, il neurologo Sir Charles P. Symonds (1890-1978) ha fornito un resoconto completo di tutti i principali sintomi di emorragia subaracnoidea, e ha coniato il termine "emorragia subaracnoidea spontanea." Symonds ha poi descritto l'uso della puntura lombare e della xanthochromia nella diagnosi.
Il primo intervento chirurgico è stato effettuato da Norman, che fu allievo di Harvey Cushing. Egli ha introdotto l'involucro degli aneurismi nel 1930, ed è stato un pioniere nell'uso dell'angiogramma. Il neurochirurgo statunitense Walter Dandy, lavorando a Baltimora, è stato il primo ad introdurre le clip nel 1938. La microchirurgia è stato applicata al trattamento dell'aneurisma a partire dal 1972 al fine di migliorarne ulteriormente i risultati. Nel 1983, il neurochirurgo russo Zubkov con i suoi colleghi ha riportato il primo utilizzo di angioplastica transluminale di vasospasmo dopo una emorragia subaracnoidea aneurismatica. L'italiano Guido Guglielmi ha presentato il suo trattamento endovascolare a bobina nel 1991.

## Epidemiologia

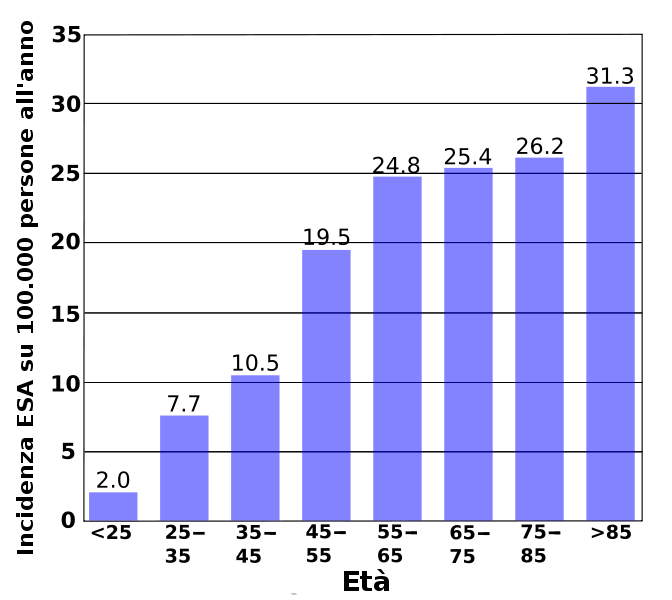
Numero medio di persone con ESA per 100000 persone-anno, suddivisi per età.

Secondo una revisione di 51 studi provenienti da 21 paesi, l'incidenza media di emorragia subaracnoidea è di 1,9 per 100 000 individui ogni anno. Studi condotti in Giappone e Finlandia mostrano tassi più elevati per questi rispettivamente di 22,7 e 19,7, per ragioni che non appaiono del tutto comprese. Nel Sud e nel Centro America, al contrario, si ha in media un tasso di incidenza del 4,2 per 100 000.
Anche se il gruppo di persone a rischio di emorragia subaracnoidea risulta essere più giovane rispetto alla popolazione colpita da ictus, il rischio tende ad aumentare con l'età. I giovani sono molto meno a rischio rispetto alle persone di mezza età (rischio relativo 0,1, o 10%) di subire un'emorragia subaracnoidea. Il rischio continua ad aumentare con l'età ed è il 60% più alto nei pazienti molto anziani (85 anni) rispetto che in quelli tra i 45 e i 55 anni. Il rischio di emorragia subaracnoidea è circa il 25% più elevato nelle donne sopra i 55 anni rispetto agli uomini della stessa età, probabilmente riflettendo i cambiamenti ormonali che risultano dalla menopausa, come la diminuzione dei livelli di estrogeni.
La genetica può avere un ruolo nella predisposizione di un individuo alla ESA. Il rischio aumenta da tre a cinque volte nei parenti di primo grado di persone che hanno sofferto di un'emorragia subaracnoidea. Tuttavia, i fattori dello stile di vita risultano essere più importanti nel determinare il rischio complessivo. Questi fattori di rischio sono: il fumo, l'ipertensione e un'eccessiva assunzione di alcool. L'essere stato un fumatore conferisce un rischio doppio di soffrire di ESA. Alcuni altri aumenti del rischio sono di incerto significato e attribuibili all'etnia caucasica, alla terapia ormonale sostitutiva, al diabete mellito e ai livelli elevati di colesterolo. Circa il 4% di sanguinamenti aneurismatici si verificano dopo un rapporto sessuale e il 10% delle persone con ESA si sono chinati o hanno sollevato oggetti pesanti all'inizio dell'esordio dei sintomi.
Complessivamente, circa l'1% di tutte le persone hanno avuto uno o più aneurismi cerebrali. La maggior parte di questi, tuttavia, sono piccoli e di difficile rottura.

## Eziologia
Nell'85% dei casi di emorragia subaracnoidea spontanea, la causa è la rottura di un aneurisma cerebrale che consiste in una debolezza nella parete di una delle arterie cerebrali che si ingrossa fino a rompersi. Gli aneurismi tendono tipicamente a localizzarsi nel circolo di Willis o nelle sue vicinanze. La maggior parte dei casi di ESA sono dovuti al sanguinamento di piccoli aneurismi, mentre gli aneurismi più grandi (meno frequenti) hanno maggiori probabilità di rottura.
Nel 15-20% dei casi di ESA spontanea, l'aneurisma non viene identificato dal primo angiogramma. Circa la metà di questi vengono attribuiti a emorragia perimesencefalica in cui la presenza di sangue è limitata agli spazi subaracnoidei di tutto il mesencefalo. I restanti aneurismi sono dovuti ad altre malattie che interessano il sistema circolatorio, come malformazioni artero-venose, disturbi dei vasi sanguigni nel midollo spinale e sanguinamento presente in vari tumori.
Frequentemente l'ESA si associa ad abuso di cocaina, all'anemia falciforme (generalmente nei bambini) e, raramente, alla terapia anticoagulante e all'apoplessia pituitaria.
Sanguinamenti subaracnoidei possono essere rilevati grazie all'esame TC nel 60% delle persone con trauma cranico. Le emorragie subaracnoidee traumatiche si verificano solitamente nei pressi del sito di una frattura del cranio o di una contusione intracerebrale.

## Clinica

### Segni e sintomi
Il classico sintomo di emorragia subaracnoidea è un "mal di testa a rombo di tuono" (descritto anche "come essere preso a calci in testa ", o "il mal di testa più forte mai provato") che si sviluppa in pochi secondi o minuti. Spesso il dolore viene percepito come una pulsazione verso l'occipite (parte posteriore della testa). Circa un terzo dei malati non presenta altri sintomi, mentre il vomito può essere presente e 1 su 14 sperimenta episodi di convulsione. Può, inoltre, presentarsi confusione mentale, diminuzione del livello di coscienza o uno stato di coma, come anche la rigidità del collo e altri sintomi del meningismo. La rigidità del collo solitamente si presenta sei ore dopo l'insorgenza iniziale di ESA. La dilatazione isolata di una pupilla e la perdita del riflesso pupillare alla luce può essere segno di un'ernia cerebrale avvenuta a seguito di un aumento della pressione intracranica. L'emorragia intraoculare (sanguinamento del bulbo oculare) può verificarsi in risposta ad un episodio ipertensivo, questa è nota come sindrome di Terson (si verifica nel 3-13% dei casi) ed è comune nei casi più gravi di ESA.
Anomalie ai movimenti oculari (occhi che guardano verso il basso e verso l'esterno e incapacità di sollevare la palpebra sullo stesso lato) o paralisi (perdita di sensibilità) possono indicare una emorragia della arteria comunicante posteriore. Le convulsioni sono più comuni se l'emorragia è conseguenza di una rottura di aneurisma.
Come conseguenza dell'emorragia, l'organismo produce grandi quantità di adrenalina e ormoni simili. Questo porta ad un forte aumento della pressione sanguigna, il cuore si trova notevolmente sotto sforzo e si possono verificare edema polmonare (accumulo di liquido nei polmoni), aritmie cardiache (irregolarità nel battito cardiaco e nel ritmo), le alterazioni dell'elettrocardiogramma si hanno nel 27% dei casi fino ad arrivare all'arresto cardiaco nel 3% dei casi.
L'emorragia subaracnoidea può verificarsi anche in soggetti che hanno subito un trauma cranico. I sintomi possono includere mal di testa, diminuzione del livello di coscienza e emiparesi (difficoltà motoria di un lato del corpo). L'ESA è un evento frequente nel danno cerebrale traumatico e porta ad una prognosi infausta se è associata ad un peggioramento del livello di coscienza.

### Classificazione
Sono disponibili diverse scale di valutazione per le emorragie subaracnoidee. La Glasgow Coma Scale è utilizzata per la valutazione obbiettiva dello stato di coscienza. Tre scale di punteggi specializzate sono utilizzate per la valutazione e in ciascuna un punteggio maggiore è associato ad una prognosi peggiore. Queste scale sono state formulate retrospettivamente dalle caratteristiche dei pazienti e dal loro decorso clinico.
La prima scala di gravità, come descritta da Hunt e Hess nel 1968:
| Grado | Segni e sintomi | Sopravvivenza |
| ----- | --- | ------------- |
| 1     | Asintomatico o lieve rigidità al collo e dolore alla testa                                                         |               |
| 2     | Mal di testa da moderato a severo, rigidità al collo. Nessun deficit neurologico tranne paralisi dei nervi cranici | 60%           |
| 3     | Sonnolenza, minimi deficit neurologici                                                                             | 50%           |
| 4     | Da moderata a severa emiparesi, possibile postura scorretta, disturbi delle funzioni vegetative                    | 20%           |
| 5     | Coma profondo | 10%           |

Il grado di Fisher classifica l'emorragia subaracnoidea come compare sulla TC. Questa scala è stata modificata da Claassen e collaboratori, comprendendo anche il rischio additivo rapportato dalla grandezza dell'emorragia intraventricolare.
| Grado | Apparenza dell'emorragia                                                     |
| ----- | ---------------------------------------------------------------------------- |
| 1     | Non evidente                                                                 |
| 2     | Meno di 1 mm di spessore                                                     |
| 3     | Più di 1 millimetro di spessore                                              |
| 4     | Qualsiasi spessore con emorragia intraventricolare o estensione parenchimale |

La Federazione Mondiale di Neurochirurghi (WFNS) utilizza una classificazione che comprende sia il punteggio della Glasgow Coma Scale (GCS) e del deficit neurologico focale per la valutazione della gravità dei sintomi.
| Grado | GCS   | Deficit neurologico focale |
| ----- | ----- | -------------------------- |
| 1     | 15    | Assente                    |
| 2     | 13–14 | Assente                    |
| 3     | 13–14 | Presente                   |
| 4     | 7–12  | Presente o assente         |
| 5     | <7    | Presente o assente         |

Uno schema di classificazione globale è stato suggerito da Ogilvy e Carter per predire l'esito e la terapia. Il sistema è articolato su cinque gradi e si assegna un punto per la presenza o meno di ciascuno dei cinque fattori:
- Età superiore a 50
- Hunt e Hess di grado 4 o 5
- Scala Fisher di 3 o 4
- Dimensioni dell'aneurisma maggiore di 10 mm
- Aneurismi a circolazione posteriore 25 mm o più

### Esami di laboratorio e strumentali

#### Imaging

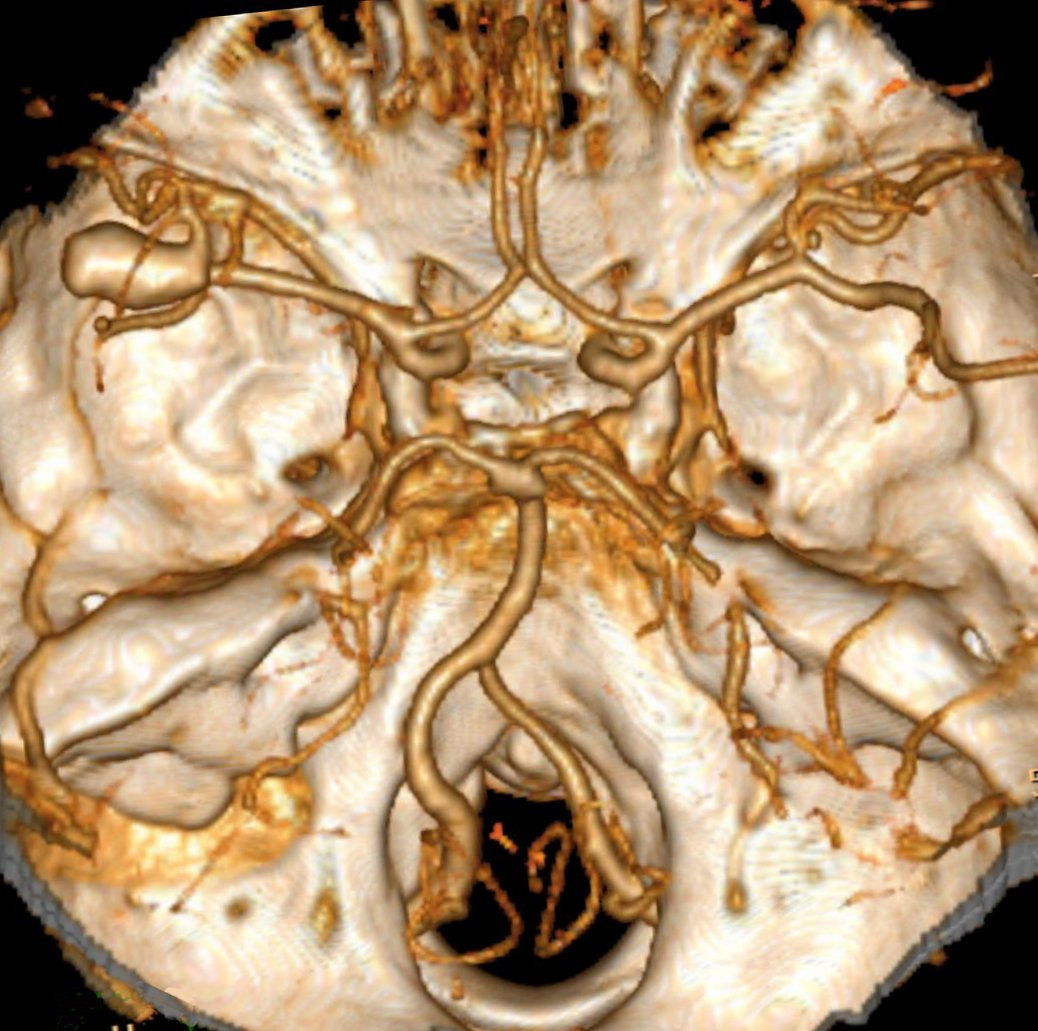
L'aneurisma dell'arteria cerebrale media in tomografia computerizzata, ricostruzione 3D (rendering volumetrico).

Le fasi iniziali per la valutazione di un paziente con una sospetta emorragia subaracnoidea comprendono la valutazione della sua storia medica e l'esecuzione di un esame fisico; questi sono volti a determinare se i sintomi sono dovuti a una emorragia subaracnoidea o ad altra causa. La diagnosi di certezza non può, tuttavia, essere fatta solo su basi cliniche. Pertanto l'imaging diagnostico viene sempre eseguito per confermare o escludere la presenza di un sanguinamento. L'esame di elezione è la tomografia computerizzata (TC) dell'encefalo. Questo esame permette di diagnosticare correttamente oltre il 95% dei casi di ESA, soprattutto se effettuato entro il primo giorno dopo l'esordio del sanguinamento. La risonanza magnetica nucleare (RMI) può essere più sensibile della TC dopo diversi giorni dall'insorgenza.

#### Puntura lombare
La puntura lombare, si effettua aspirando il liquido cerebrospinale con un ago, è in grado di evidenziare la prova di emorragia nel 3% dei pazienti in cui la TC è risultata normale. Pertanto essa è considerata una procedura di elezione nel caso di pazienti cui sussiste un forte sospetto di emorragia subaracnoidea, nonostante l'imaging risulti negativo. Almeno tre provette di liquido cerebrospinale vengono raccolte e se un elevato numero di globuli rossi è ugualmente presente in tutte le provette, si fa la diagnosi di una emorragia subaracnoidea. Se il numero di cellule è minore in almeno una delle fiale, è più probabile che ciò si sia verificato a causa di danni, occorsi accidentalmente, ad un piccolo vaso sanguigno nel corso dell'esecuzione della procedura. Il campione di liquor viene poi esaminato con la xanthochromia; o meglio perché ancora più sensibile è la spettrofotometria, che misura l'assorbimento di particolari lunghezze d'onda della luce; rilevando la bilirubina, che è un prodotto di degradazione dell'emoglobina dei globuli rossi. La Xanthochromia e la spettrofotometria rimangono procedure affidabili per rilevare l'ESA dopo alcuni giorni dall'esordio del dolore alla testa. Un intervallo di almeno 12 ore è necessario tra l'insorgenza dei sintomi e l'analisi della bilirubina, infatti, ci vogliono diverse ore perché l'emoglobina dai globuli rossi possa essere metabolizzata in bilirubina.

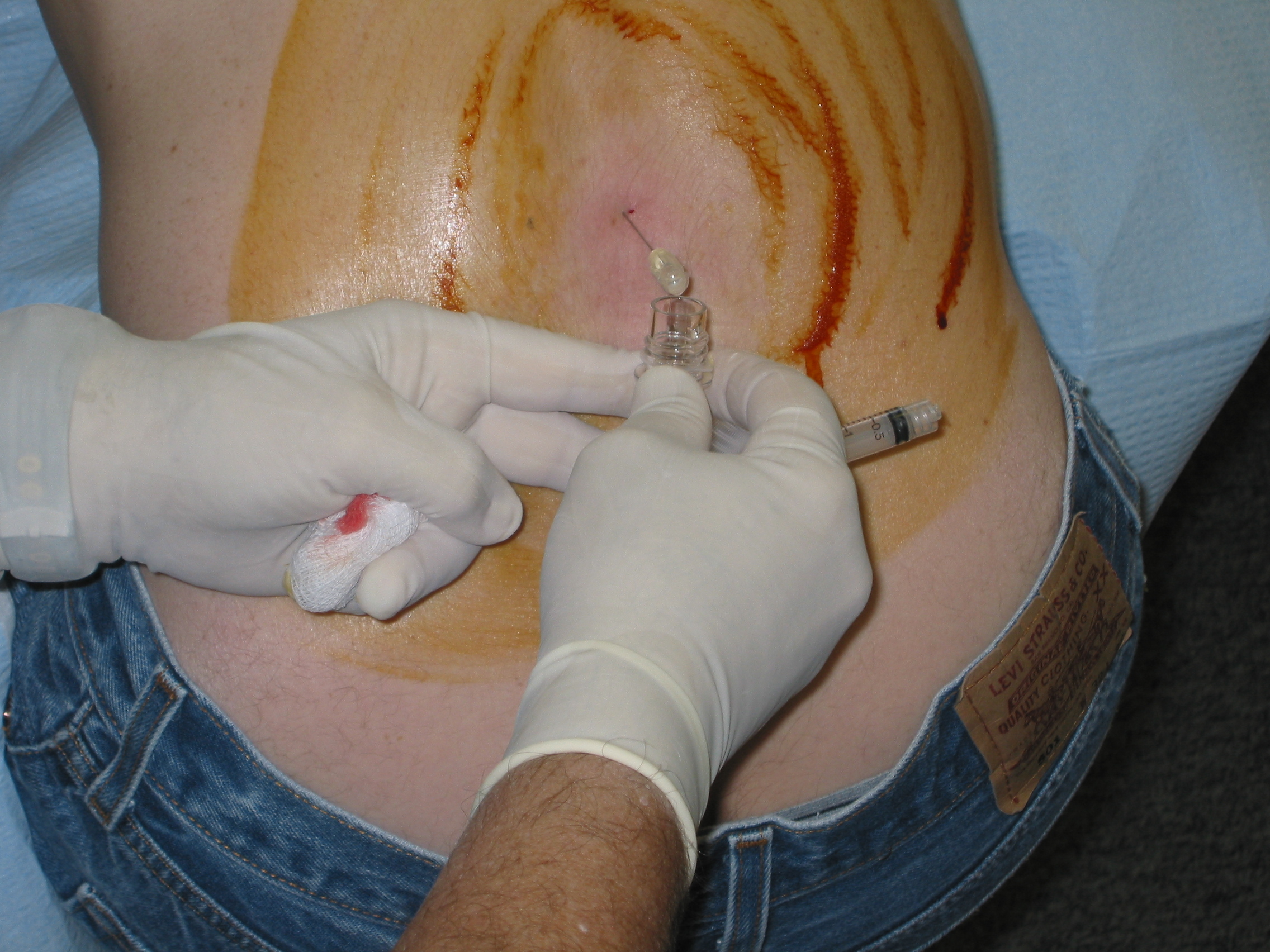
Esecuzione di una puntura lombare. Una vasta area del dorso è stata lavata con un disinfettante a base di iodio lasciando colorazione bruna.

Solo il 10% di persone ricoverate al pronto soccorso per un mal di testa a "rombo di tuono" è realmente affetta da una emorragia subaracnoidea, altre possibili cause patologiche che possono presentare questo sintomo sono: la meningite, l'emorragia emicranica, la trombosi venosa, ecc... Non è insolito che l'ESA venga inizialmente, erroneamente, diagnosticata come una forte emicrania o cefalea causando ciò il ritardo nell'esecuzione dell'indagine di elezione diagnostica qual è la TC. In uno studio del 2004 si è visto che il ritardo di esecuzione della TC si è verificato nel 12% dei casi e in particolare in persone che avevano piccole emorragie e nessun deterioramento nel loro stato mentale; questo ritardo nella diagnosi ha portato ad un peggioramento del decorso. In alcuni pazienti il mal di testa si è risolto spontaneamente senza la presentazione di altri sintomi. Questo tipo di mal di testa è indicato come "mal di testa sentinella", poiché si presume essere determinato da un piccolo sanguinamento di un aneurisma, detto "sanguinamento di avvertimento".

#### Angiografia
Dopo la conferma di una emorragia subaracnoidea, è necessario determinarne l'origine. Qualora si ritenga che l'emorragia abbia avuto origine da un aneurisma (come determinato apparentemente dalla TC), la scelta è tra l'angiografia cerebrale, questa si effettua iniettando un radio-contrasto attraverso un catetere nelle arterie del cervello, e l'angiografia TC. In questo caso i vasi sanguigni vengono visualizzati grazie ad un mezzo di contrasto durante una scansione alla TC. Il cateterismo cardiaco offre poi la possibilità di effettuare un avvolgimento di aneurisma (vedi sotto).

#### Elettrocardiogramma

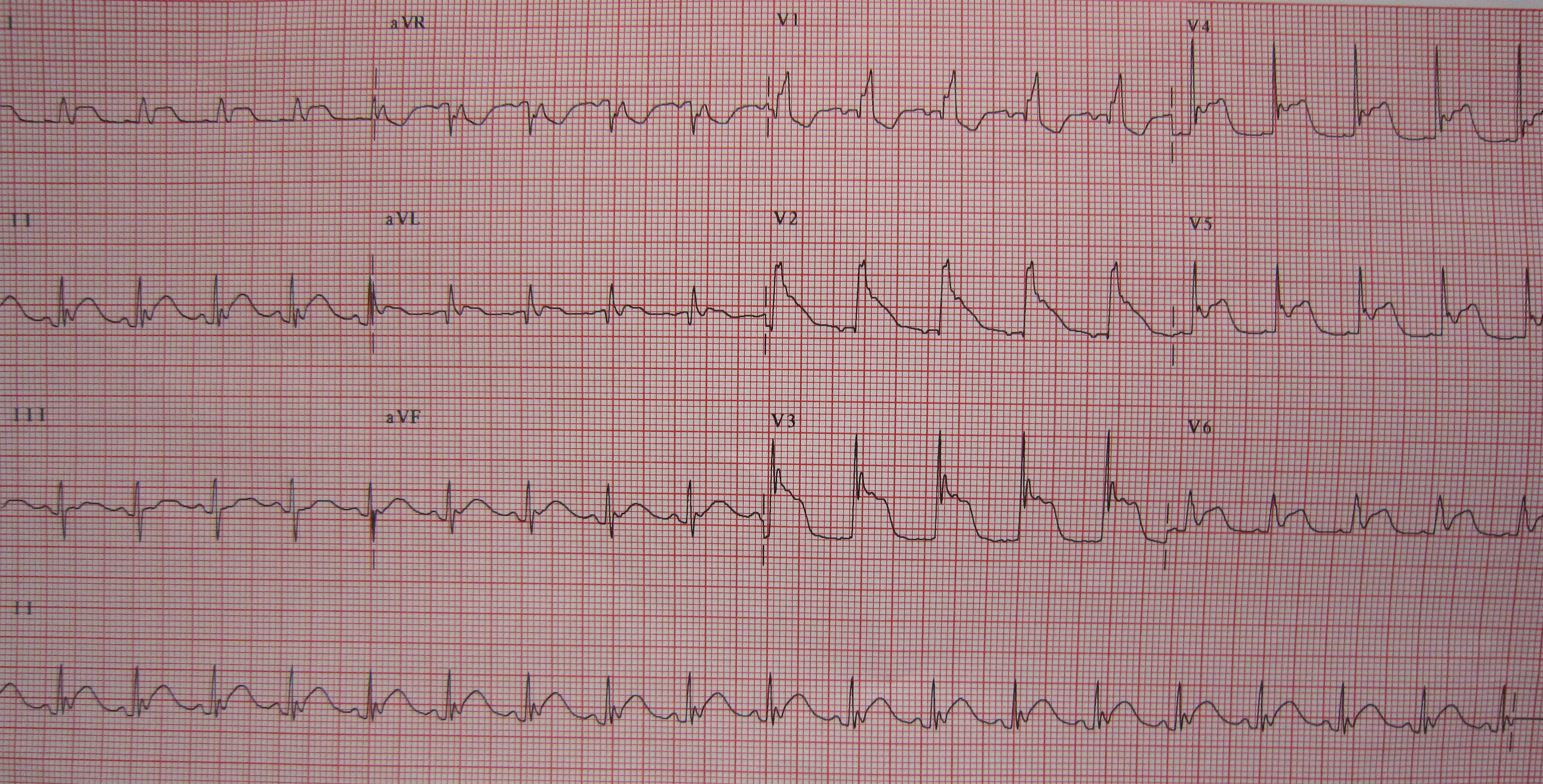
Cambiamenti ECG simili a quelle di un STEMI in una donna che aveva una lesione acuta del sistema nervoso centrale dovuta a un'emorragia subaracnoidea.

Alterazioni elettrocardiografiche sono comuni nel 40-70% dei casi di emorragia subaracnoidea. Esse possono includere un prolungamento dell'intervallo QT, onde Q, sopralivellamento del tratto ST e aritmie cardiache.

## Trattamento

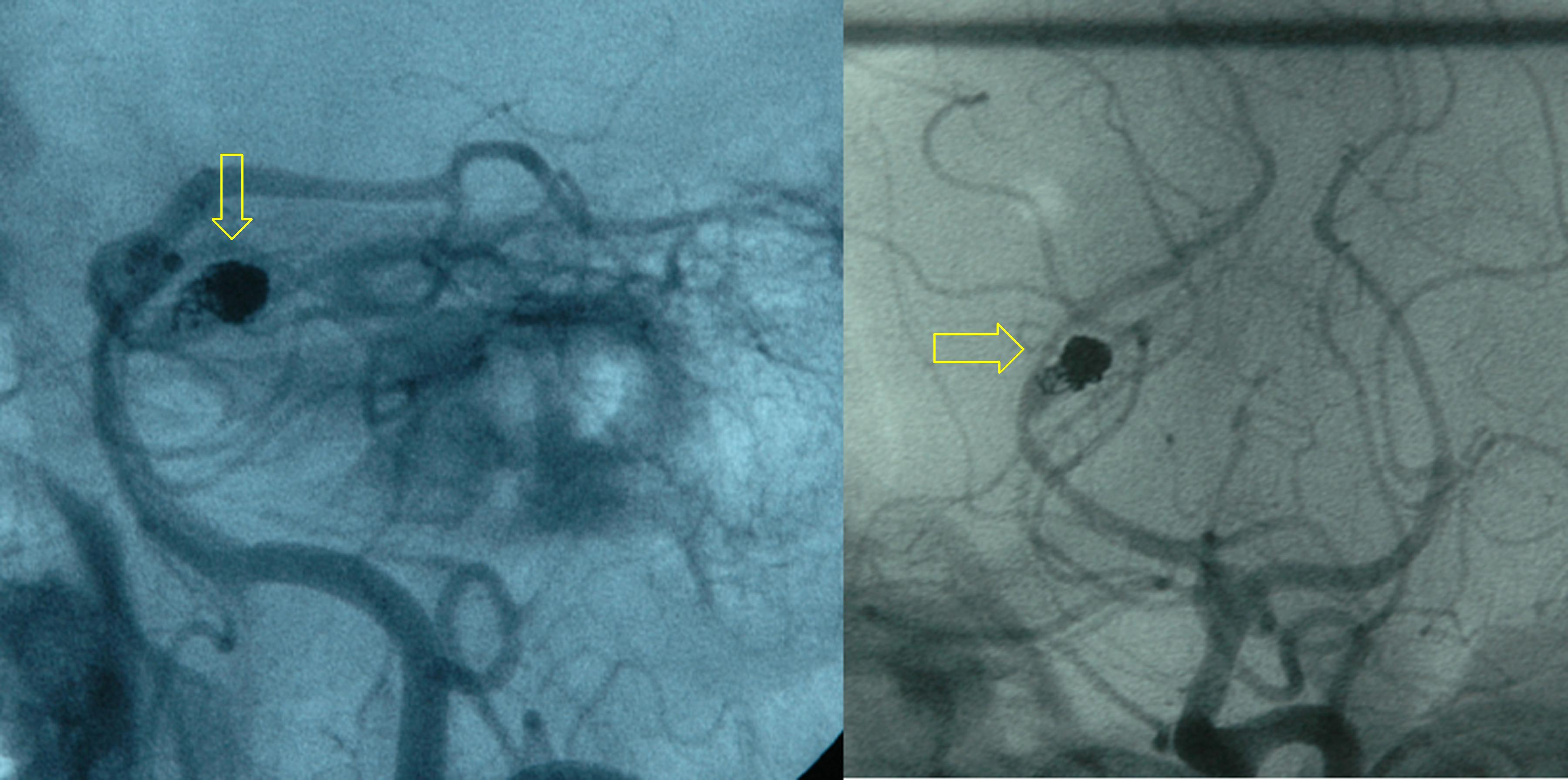
L'arteriogramma mostra un aneurisma parzialmente arrotolato (indicato da frecce gialle) dell'arteria cerebrale posteriore di una sacca aneurismatica residua. Il paziente era una donna di 34 anni, inizialmente curata per una emorragia subaracnoidea.

Il trattamento dell'emorragia subaracnoidea coinvolge le misure di gestione generale per la stabilizzazione del paziente mentre vengono effettuate indagini e trattamenti specifici. Questi ultimi includono la prevenzione di un possibile risanguinamento grazie all'eliminazione della fonte di sanguinamento, la prevenzione di un fenomeno conosciuto come vasospasmo e dalla prevenzione e dal trattamento delle possibili complicanze.

### Misure generali
Stabilizzare il paziente è la prima priorità. Per i soggetti che presentano un ridotto livello di coscienza può rendersi necessario procedere ad una intubazione e alla contestuale ventilazione artificiale. La pressione arteriosa, la frequenza cardiaca, la frequenza respiratoria e la valutazione della Glasgow Coma Scale sono parametri che devono essere controllati frequentemente. Una volta che la diagnosi viene confermata, la terapia deve essere precocemente impostata. La nutrizione del paziente rappresenta un'ulteriore priorità e viene effettuata o mediante l'applicazione di un sondino naso gastrico o tramite la via parenterale. L'analgesia (controllo del dolore) viene limitata il più possibile, in quanto la sedazione può incidere sullo stato mentale e interferire con la capacità di controllare il livello di coscienza. La trombosi venosa profonda è impedita facendo indossare al paziente le calze a compressione o presidi simili. Un catetere vescicale viene generalmente inserito per controllare l'equilibrio dei fluidi. Le benzodiazepine possono essere somministrate per alleviare lo stress; i farmaci antiemetici dovrebbero essere somministrati solamente ai pazienti vigili.

### Prevenzione del risanguinamento
I pazienti le cui immagini TC mostrano un grosso ematoma, depressione del livello di coscienza o sintomi neurologici focali, possono trarre beneficio grazie ad una urgente rimozione chirurgica del sangue o di una occlusione del sito di sanguinamento. Gli altri pazienti vengono di solito sottoposti a un angiogramma transfemorale o a angiografia TC. È difficile prevedere chi soffrirà di un risanguinamento, ma questo può accadere in qualsiasi momento e ciò porta generalmente ad una prognosi infausta. Dopo che sono passate le prime 24 ore, il rischio di risanguinamento rimane circa il 40% nelle successive quattro settimane, questo suggerisce che gli interventi dovrebbero essere rivolti a ridurre questo rischio precocemente.
Se un aneurisma cerebrale viene identificato grazie all'angiografia, due interventi possono essere effettuati contemporaneamente per ridurre il rischio di sanguinamento, essi sono: il clipping e l'l'embolizzazione con spirali. Il clipping richiede una craniotomia (apertura del cranio) per individuare l'aneurisma, seguita dal posizionamento di una clip attorno al collo dell'aneurisma.
L'embolizzazione con spirali viene, invece, effettuato attraverso i grandi vasi sanguigni: un catetere viene inserito nell'arteria femorale dell'inguine e viene fatto avanzare attraverso l'aorta fino alle arterie che irrorano il cervello: le arterie carotidi e le vertebrali). Quando l'aneurisma è stato localizzato, fili di platino vengono rilasciati nell'aneurisma, causando così la formazione di un coagulo di sangue che blocca il sanguinamento.
La decisione su quale sia il trattamento da eseguire, viene in genere fatta da un team multidisciplinare composto da un neuroradiologo interventista, neurochirurgo e spesso altri professionisti della salute.
|  |  |

In generale, la scelta tra il clippaggio e l'avvolgimento viene effettuato sulla base della posizione dell'aneurisma, la sua dimensione e la condizione generale del paziente. Gli aneurismi dell'arteria cerebrale media e le sue diramazioni, sono difficili da raggiungere con l'angiografia e quindi tendono ad essere suscettibili di clipping. Quelli dell'arteria basilare e dell'arteria cerebrale posteriore sono difficili da raggiungere chirurgicamente e sono più accessibili con la gestione endovascolare.
Questi approcci sono basati sull'esperienza; l'unico studio clinico controllato e randomizzato di confronto diretto tra le diverse modalità è stato eseguito su pazienti con piccoli aneurismi (meno di 10 mm) dell'arteria cerebrale anteriore e dell'arteria comunicante anteriore, questi però costituiscono solo il circa 20% di tutti i pazienti con emorragia subaracnoidea aneurismatica. Questo studio, l'International Subarachnoid Aneurysm Trial (ISAT), ha mostrato che in questo gruppo la probabilità di morte o di perdita dell'autosufficienza è stata ridotta (7,4% di riduzione del rischio assoluto, il 23,5% di riduzione del rischio relativo) se l'avvolgimento endovascolare è stato utilizzato in contrapposizione alla tecnica chirurgia. Il principale svantaggio dell'avvolgimento è la possibilità che l'aneurisma si ripeta, questo rischio è molto piccolo nell'approccio chirurgico. Nello studio ISAT per l'8,3% dei pazienti si è reso necessario un ulteriore trattamento a lungo termine. Quindi, le persone che hanno avuto un avvolgimento devono essere seguiti per molti anni con esami angiografici ripetuti per scongiurare il ripetersi di aneurismi o per l'identificazione precoce.

### Prevenzione del vasospasmo
Il vasospasmo, condizione in cui i vasi sanguigni si restringono limitando il flusso di sangue, è una grave complicanza nota di ESA. Infatti esso può causare lesioni ischemiche cerebrali e danni permanenti al cervello dovuti alla mancanza acuta di ossigeno. Può risultare fatale se si presenta in una forma grave. L'ischemia ritardata provocata dal vasospasmo è caratterizzata da nuovi sintomi neurologici e può essere confermata mediante ecografia Doppler transcranico o tramite angiografia cerebrale. Circa un terzo di tutte le persone ricoverate con emorragia subaracnoidea presentano un'ischemia da vasospasmo e la metà di questi soffrono di danni permanenti a causa di essa. È possibile seguire su schermo lo sviluppo di vasospasmo grazie all'ecodoppler transcranico ogni 24-48 ore. Una velocità del flusso sanguigno di più di 120 centimetri al secondo è indicativa di vasospasmo.
L'uso dei calcio-antagonisti è in grado di prevenire lo spasmo dei vasi sanguigni impedendo al calcio di entrare nelle cellule muscolari lisce, perciò questa terapia è stata proposta per la prevenzione del vasospasmo. La somministrazione di nimodipina (calcio-antagonista) per via orale migliora i risultati se somministrata tra il quarto giorno e il ventunesimo dopo l'emorragia, anche se essa non riduce significativamente la quantità di vasospasmo rilevato su angiografia. In una emorragia subaracnoidea traumatica la nimodipina non incide sull'esito a lungo termine e per questo non è raccomandata. Altri farmaci bloccanti dei canali del calcio e solfato di magnesio sono stati studiati ma non sono, tuttavia, raccomandati né vi è alcuna prova che dimostri reali vantaggi rispetto alla nimodipina quando questa viene somministrata per via endovenosa.
Un protocollo denominato triple H è spesso usato come misura del trattamento del vasospasmo. Esso prevede l'utilizzo di fluidi per via endovenosa al fine di raggiungere uno stato di ipertensione (pressione alta), ipervolemia (eccesso di liquidi in circolazione) e emodiluizione (lieve diluizione del sangue). Nessuno studio finora, però, ha dimostrato i vantaggi usando questo approccio.
Se i sintomi di ischemia da vasospasmo non migliorano con il trattamento medico, l'angiografia può essere tentata per identificare i siti di vasospasmo al fine di somministrare farmaci vasodilatatori (farmaci che rilassano la parete dei vasi sanguigni) direttamente nell'arteria. L'angioplastica (apertura della zona ristretta mediante un palloncino) può anche essere eseguita.

### Altre complicanze
L'idrocefalo (ostruzione del flusso del liquido cerebrospinale) può essere una complicanza dell'ESA sia a breve che a lungo termine. Viene rilevato mediante TC osservando l'allargamento del ventricolo laterale. Se il livello di coscienza è diminuito, il drenaggio dei liquidi in eccesso è effettuato tramite puntura lombare, tramite drenaggio extraventricolare (un dispositivo temporaneo inserito nel ventricolo) o saltuariamente con uno shunt permanente. Il trattamento corretto dell'idrocefalo può portare ad un miglioramento enorme della condizione di un paziente.
Fluttuazioni della pressione sanguigna e disturbi elettrolitici, così come la polmonite e lo scompenso cardiaco, sono complicanze che si riscontrano nella metà delle persone ricoverate con ESA e che possono peggiorare la prognosi. Questi eventi possono verificarsi durante il ricovero ospedaliero in circa un terzo dei casi. Molti ritengono che i pazienti potrebbero beneficiare di prevenzione con farmaci antiepilettici. Anche se ciò è largamente praticato, non esistono prove sufficienti che ne giustifichino l'uso. In alcuni studi, l'uso di questi farmaci è stato associato ad una prognosi peggiore, ciò potrebbe accadere perché essi stessi sono causa di un danno o perché essi sono usati più frequentemente nelle persone con una prognosi peggiore Nei pazienti affetti da emorragia subaracnoidea vi è inoltre la possibilità di un'emorragia gastrica causata da un'ulcera da stress.

## Prognosi

### Morbilità e la mortalità

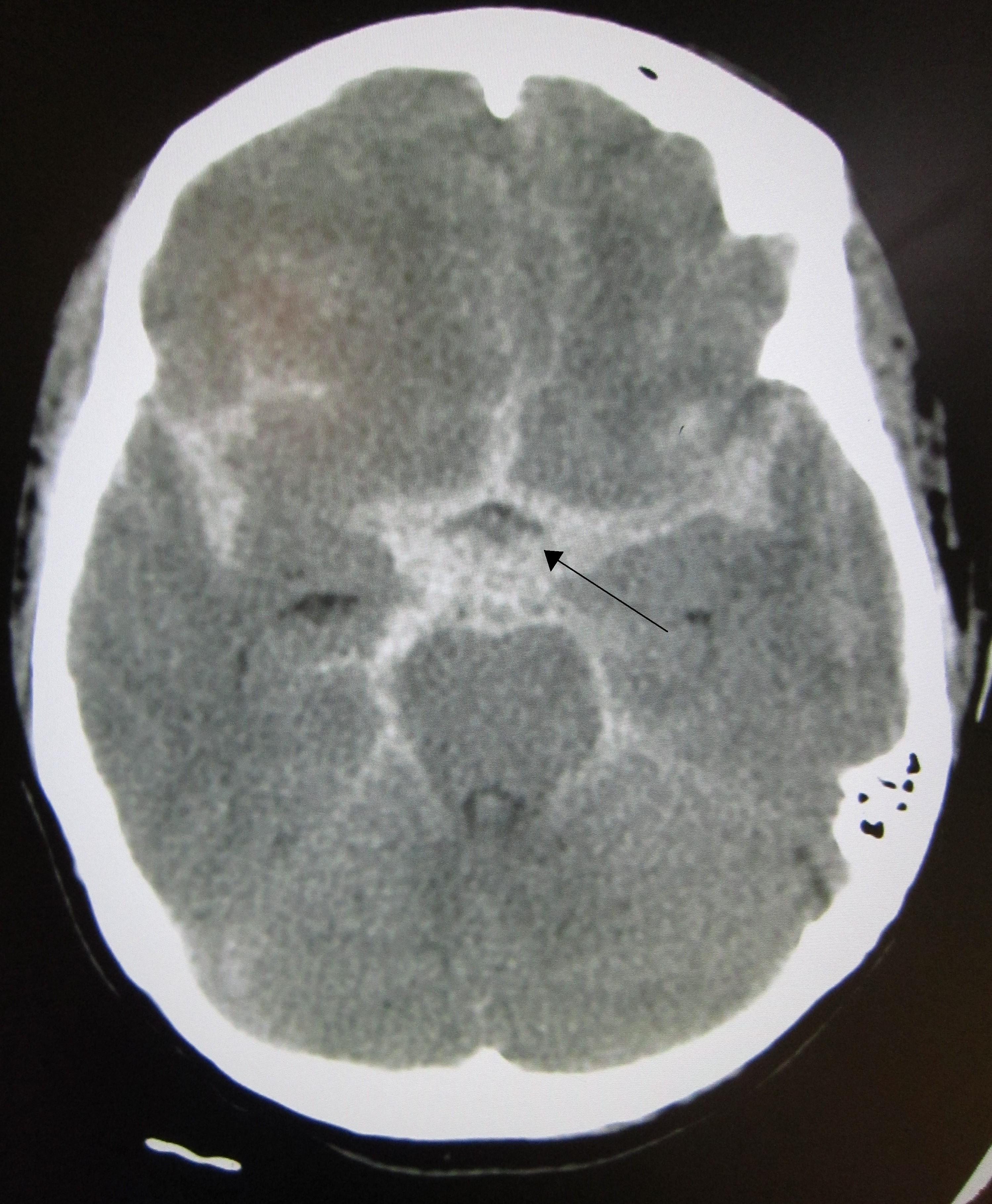
Emorragia subaracnoidea.

All'ESA spesso si associa una prognosi infausta. Il tasso di mortalità, infatti, per l'ESA risulta essere compreso tra il 40 e il 50%, ma la tendenza alla sopravvivenza è in miglioramento negli ultimi anni. Tra i sopravvissuti, più di un quarto presenta notevoli compromissioni della propria qualità di vita e solamente meno di un quinto non ha più sintomi residui di sorta. Il ritardo nella diagnosi di emorragie subaracnoidea minori (confondendo il mal di testa improvviso con l'emicrania) contribuisce ad una prognosi negativa. Fattori clinici trovati al momento del ricovero, come l'ipertensione sistolica, le malattie del fegato, gli infarti precedenti, l'età, influiscono negativamente sul decorso della malattia. I fattori che portano ad un peggioramento della prognosi durante la degenza, comprendono: insorgenze di ischemie da vasospasmo, sviluppo di ematoma intracerebrale o di emorragia intraventricolare (sanguinamento nel ventricolo del cervello) e presenza di febbre.
La prognosi di trauma cranico è influenzata in gran parte dalla localizzazione e dalla quantità di sangue emorragico presente nella zona subaracnoidea. Risulta tuttavia difficile isolare gli effetti dell'ESA dagli altri aspetti del danno cerebrale traumatico. Non è noto se la presenza di sangue subaracnoideo peggiori effettivamente la prognosi o se è semplicemente un segno dell'essersi verificato un trauma significativo. Tuttavia, oltre il 90% delle persone con emorragia subaracnoidea traumatica e un punteggio Glasgow Coma Scale superiore a 12 hanno un buon risultato.
Sembra che alcuni fattori genetici possano influenzare la prognosi di ESA. Ad esempio, due copie di ApoE4 (una variante di un gene che codifica la apolipoproteina E, che ha un ruolo importante nella malattia di Alzheimer) sembra poter aumentare il rischio di ischemia e quindi determina un esito peggiore. La comparsa di iperglicemia dopo un episodio di emorragia subaracnoidea conferisce un rischio più elevato di risultati negativi.

### Postumi e follow up
Problemi neurocognitivi, come l'affaticamento, disturbi dell'umore e altri sintomi correlati sono sequele comuni all'evento emorragico. Anche in coloro che hanno compiuto un buon recupero neurologico, possono presentarsi frequentemente ansia, depressione e disturbi post traumatici da stress. Il 46% delle persone che hanno sperimentato un'emorragia subaracnoidea hanno deficit cognitivi che influenzano la qualità della loro vita. Oltre il 60% lamenta frequenti mal di testa. L'emorragia subaracnoidea aneurismatica può causare danni all'ipotalamo e alla ghiandola pituitaria, due aree del cervello che giocano un ruolo centrale nella regolazione della produzione ormonale. Più di un quarto di persone con una precedente ESA può sviluppare ipopituitarismo (carenze in uno o più degli ormoni ipotalamo-ipofisi come l'ormone della crescita, l'ormone luteinizzante o l'ormone follicolo-stimolante).

## Screening e prevenzione

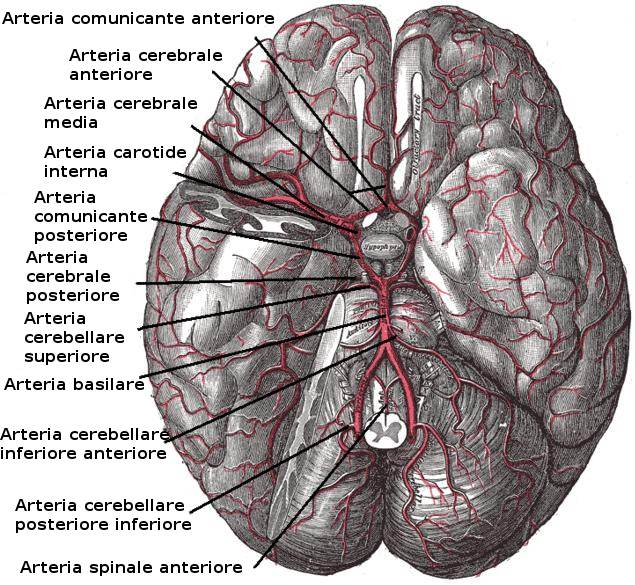
Le arterie del cervello, visto da sotto. Immagine originaria di Gray's Anatomy, 1918.

Lo screening per aneurisma non viene eseguito a livello di popolazione in generale, poiché i casi sono relativamente rari. Se però un individuo ha due o più parenti di primo grado che hanno sofferto di emorragia subaracnoidea aneurismatica lo screening può essere utile.
Nell'8% dei pazienti affetti da malattia policistica renale autosomica dominante (ADPKD), una malattia ereditaria che colpisce il rene, vi sono casi di aneurismi cerebrali che sono però spesso di piccola entità e per i quali è improbabile la rottura. In questo caso lo screening è consigliato solo in famiglie con ADPKD dove un membro ha subito una rottura di aneurisma.
Un aneurisma può essere rilevato casualmente durante lo studio di immagini dell'encefalo eseguite per altri motivi. Se ciò avviene, risulta poi difficile scegliere se intervenire o meno, poiché l'eventuale trattamento può portare a notevoli complicanze. Uno studio internazionale sugli aneurismi intracranici non rotti ha fornito dei dati sulle varie prognosi. Esso ha dimostrato che coloro che avevano precedentemente sofferto di rottura di aneurismi avevano più probabilità di una nuova rottura, mentre chi non aveva mai sperimentato sanguinamenti e presentava aneurismi di piccole dimensioni (inferiori ai 10 mm) i rischi dell'intervento chirurgico erano superiori alle probabilità di rottura. Sulla base di questo studio l'intervento preventivo viene consigliato solo se il paziente ha una ragionevole aspettativa di vita e presenta un aneurisma altamente suscettibile a sanguinamento. Allo stesso tempo, vi sono limitate evidenze che il trattamento endovascolare degli aneurismi non rotti sia realmente utile.

### Linee guida
- (ES) Lagares A, Gómez PA, Alén JF, et al., Aneurysmal subarachnoid hemorrhage: group of study of cerebrovascular pathology of the Spanish society of neurosurgery management guideline (PDF), in Neurocirugía (Asturias, Spain), vol. 22, n. 2, aprile 2011,  pp. 93-115, PMID 21597651. URL consultato il 18 settembre 2011 (archiviato dall'url originale il 26 giugno 2015).
- Fonarow GC, Reeves MJ, Smith EE, et al., Characteristics, performance measures, and in-hospital outcomes of the first one million stroke and transient ischemic attack admissions in get with the guidelines-stroke [collegamento interrotto], in Circulation. Cardiovascular Quality and Outcomes, vol. 3, n. 3, maggio 2010,  pp. 291-302, DOI:10.1161/CIRCOUTCOMES.109.921858, PMID 20177051.
- Loftus ML, Minkowitz S, Tsiouris AJ, Min RJ, Sanelli PC, Utilization guidelines for reducing radiation exposure in the evaluation of aneurysmal subarachnoid hemorrhage: A practice quality improvement project, in AJR. American Journal of Roentgenology, vol. 195, n. 1, luglio 2010,  pp. 176-80, DOI:10.2214/AJR.09.3786, PMC 3130505, PMID 20566813.
- Bederson JB, Connolly ES, Batjer HH, et al., Guidelines for the management of aneurysmal subarachnoid hemorrhage: a statement for healthcare professionals from a special writing group of the Stroke Council, American Heart Association [collegamento interrotto], in Stroke; a Journal of Cerebral Circulation, vol. 40, n. 3, marzo 2009,  pp. 994-1025, DOI:10.1161/STROKEAHA.108.191395, PMID 19164800.
- Smith EE, Liang L, Hernandez A, et al., Influence of stroke subtype on quality of care in the Get With The Guidelines-Stroke Program, in Neurology, vol. 73, n. 9, settembre 2009,  pp. 709-16, DOI:10.1212/WNL.0b013e3181b59a6e, PMC 2734292, PMID 19720978.
- Saver JL, Goldstein LB, The new standing guideline committee policy of the American Stroke Association Stroke Council [collegamento interrotto], in Stroke; a Journal of Cerebral Circulation, vol. 37, n. 3, marzo 2006,  p. 753, DOI:10.1161/01.STR.0000206139.72100.f3, PMID 16456116.
- Liebenberg WA, Worth R, Firth GB, Olney J, Norris JS, Aneurysmal subarachnoid haemorrhage: guidance in making the correct diagnosis, in Postgraduate Medical Journal, vol. 81, n. 957, luglio 2005,  pp. 470-3, DOI:10.1136/pgmj.2004.023788, PMC 1743315, PMID 15998826.

### Testi
- Gaetano Crepaldi e Aldo Baritussio, Trattato di medicina interna, PICCIN, 2002,  p. 2832, ISBN 978-88-299-1642-9.
- F. Crea, Malattie del cuore di Braunwald. Trattato di medicina cardiovascolare. Con CD-ROM, Elsevier srl, 2007,  p. 2157, ISBN 978-88-214-2987-3.
- Jean Cambier, Maurice Masson e Henri Dehen, Neurologia, Elsevier srl, 2009,  p. 209, ISBN 978-88-214-3107-4.
- Lorenzo Pavone e Martino Ruggieri, Neurologia pediatrica, Elsevier srl, 2006,  p. 136, ISBN 978-88-214-2789-3.
- Andrew D. Bersten e Neil Soni, Oh. Manuale di terapia intensiva, Elsevier srl, 2010,  p. 555, ISBN 978-88-214-3160-9.
- G. Conti, E. Iannuzzi e F. Imperatore, Terapia intensiva. Con CD-ROM, Elsevier srl, 2007,  p. 385, ISBN 978-88-214-2990-3.
- G. Gavelli e Antonino Lentini, Ecografia, PICCIN, 1999,  p. 498, ISBN 978-88-299-1490-6.
- Anne G. Osborn, Susan I. Blaser e Karen L. Salzman, Pocket radiologist. Cervello. Le 100 diagnosi principali, Elsevier srl, 2005,  p. 65, ISBN 978-88-85675-39-1.
- Miele, Diagnostica per immagini nel trauma maggiore, Elsevier srl, 2010,  p. 27, ISBN 978-88-214-3156-2.
- Alessandro Bozzao, Protocolli di studio in TC spirale multistrato, Springer, 1º giugno 2009,  p. 8, ISBN 978-88-470-1426-8.
- (EN) Liang-Fu Zhou, Cerebral hemorrhage, Springer, 3 dicembre 2008,  p. 183, ISBN 978-3-211-09468-6.
- (EN) Joshua B. Bederson e AANS Publications Committee, Subarachnoid hemorrhage: pathophysiology and management, Thieme, novembre 1996, ISBN 978-1-879284-43-2.
- (EN) John Gilroy, Basic neurology, McGraw-Hill Professional, 2000,  p. 279, ISBN 978-0-07-105467-6.
- (EN) Toshio Moritani, Sven Ekholm e Per-Lennart Westesson, Diffusion-Weighted MR Imaging of the Brain, Springer, giugno 2009,  p. 83, ISBN 978-3-540-78784-6.
- (EN) J. P. Mohr, Stroke: pathophysiology, diagnosis, and management, Elsevier Health Sciences, 2004,  p. 392, ISBN 978-0-443-06600-9.
- (EN) Pearse Morris, Practical neuroangiography, Lippincott Williams & Wilkins, 2007,  p. 331, ISBN 978-0-7817-6515-2.
- (EN) R. Douglas Collins, Atlas of neurologic diagnosis and treatment, Lippincott Williams & Wilkins, 1º novembre 2004,  p. 156, ISBN 978-0-7817-9511-1.
- (EN) Walter Siegenthaler, Differential diagnosis in internal medicine: from symptom to diagnosis, Thieme, 21 marzo 2007,  p. 207, ISBN 978-1-58890-551-2.
- (EN) Detlev Uhlenbrock e Dirk Brechtelsbauer, MR imaging of the spine and spinal cord, Thieme, 10 dicembre 2003,  p. 471, ISBN 978-1-58890-264-1.